# Las Bandidas
Las Bandidas es una telenovela venezolana producida por R.T.I. Televisión para Televisa y RCN Televisión en 2013. Es una versión libre de la telenovela venezolana Las amazonas original de César Miguel Rondón.
Está protagonizada por Ana Lucía Domínguez, Marco Méndez, Daniela Bascopé, Guillermo Dávila, Marjorie Magri y Christian McGaffney, con las participaciones antagónicas de Daniel Lugo, Claudia La Gatta y Jean Paul Leroux. Además de las actuaciones estelares de las primeras actrices: Caridad Canelón y María Cristina Lozada.
Grabada en las antiguas instalaciones de RCTV entre noviembre de 2012 y marzo de 2013.

## Sinopsis
Fabiola, Corina y Amparo Montoya son "Las Amazonas", hijas de Don Olegario Montoya, dueño de "Las Bandidas" una hermosa hacienda de la provincia Mexicana. 
La Historia gira en torno a los amores de Fabiola, Corina y Amparo, una rivalidad añeja entre la familia de Rodrigo Irazábal y Olegario Montoya. De impactante belleza y recia personalidad Fabiola es la mayor de las hijas de Olegario Montoya, quien ha delegado en ella la administración de la Hacienda "Las Bandidas". Amante de las costumbres y faenas propias de la vida de hacienda, a esta mujer de armas tomar y talante autosuficiente la definen tres rasgos esenciales: su naturaleza independiente, su rechazo visceral hacia la injusticia y el desmedido amor que siente por su familia, especialmente por su padre, a quien respeta y admira profundamente y por quien es capaz de cualquier sacrificio, sin sospechar los secretos que él oculta y que en el futuro afectarán definitiva y contundentemente la vida y los sentimientos de Fabiola. 
A sus 28 años mantiene un noviazgo con Sergio Navarro, con quien incluso ha llegado a hablar de matrimonio, pero quien no despierta en ella el verdadero amor que despertará Alonso Cáceres una vez que aparezca en su vida. Sin embargo, pese a la intensidad de su amor por Alonso, con la llegada de la primera esposa de este, además de las maniobras de Malena (su madrastra) para tratar de meterse entre ella y Alonso, los celos harán mella en el corazón de la protagonista, poniendo en riesgo su felicidad y el futuro de la relación.

## Reparto
- Ana Lucía Domínguez - Fabiola Montoya
- Marco Méndez - Alonso Cáceres
- Daniela Bascopé - Corina Montoya
- Marjorie Magri - Amparo Montoya
- Daniel Lugo - Olegario Montoya
- Guillermo Dávila - Rodrigo Irazábal[6]
- Caridad Canelón - Zenaida Mijares "Yaya"
- Jean Paul Leroux - Sergio Navarro
- Claudia La Gatta - Malena Aragonés de Montoya
- Claudia Morales - Marisol Cáceres
- María Cristina Lozada - Ricarda Irazábal
- Gabriel Parisi - Reynaldo Castillo
- Carlos Cruz - Matacán
- Christian McGaffney - Rubén Mijares
- Crisbel Henríquez - Nelly Santana
- Héctor Peña - Vicente Rivero
- Sabrina Salvador - Dinorah
- Gioia Lombardini -
- Gioia Arismendi - Marta Moreno
- Nany Tovar - Julia
- Milena Santander - Fermina
- Laureano Olivares - Remigio
- José Vieira - Padre Jóbito / Atilio Rivera
- Miguel de León - Gaspar Infante
- Gonzalo Cubero - Pancho
- Sandra Díaz - Betsabé
- Roberto Messuti - Tulio Irazábal
- César Bencid - Horacio
- Eileen Abad - Miriam

## Versiones
- Las Amazonas producida por Venevisión en (1985), escrita por César Miguel Rondón, y protagonizada por Hilda Carrero, Eduardo Serrano, Corina Azopardo y Alba Roversi.[7]
- Quirpa de tres mujeres producida por Venevisión en (1996) y protagonizada por Fedra López, Danilo Santos, Gabriela Spanic y Mónica Rubio.
- Niña amada mía producida por Televisa en (2003) y protagonizada por Karyme Lozano, Sergio Goyri, Ludwika Paleta y Mayrín Villanueva.
- Las amazonas (2016) es una telenovela mexicana producida por Salvador Mejía Alejandre, para Televisa, protagonizada por Danna García, Andrés Palacios, Grettell Valdez y Mariluz Bermúdez.[8][9]